# Pauperismo
Il pauperismo (dall'inglese pauperism dal 1815), se inteso con l'accezione marxista di depauperamento, è un fenomeno economico e sociale caratterizzato dalla presenza di larghi strati di popolazione, o anche di intere aree, in condizioni di profonda miseria dovuta a fattori economici e strutturali (mancanza di capitali o di risorse) o a fattori eccezionali (guerre, calamità naturali, carestia ecc.).
In una diversa accezione con valenza positiva, il termine può indicare lo stato di povertà frutto di una scelta professata laica o religiosa, auspicata in molte filosofie e religioni, praticata anche in alcune comunità cristiane, ovvero uno stile di vita improntato a sobrietà.

## Storia economica
Il depauperamento, presente come rischio in ogni sistema economico in crisi, divenne un vero flagello all'inizio dell'età moderna, quando si diffusero nuovi rapporti di produzione nelle campagne.
Aspetti gravi del fenomeno si presentarono soprattutto in Inghilterra e in Europa nordoccidentale per il largo impiego delle macchine nell'industria: tale situazione determinò il licenziamento di un grande numero di lavoratori. Tocqueville riteneva che il pauperismo fosse "una conseguenza specifica della
produzione industriale per il mercato, nel contesto della divisione internazionale del
lavoro, nei cui confronti difficile gli appariva
qualsiasi proposta di politica sociale limitata
al solo pauperismo. La direzione che
Tocqueville intravedeva era piuttosto quella
del contenimento dell’industrializzazione e
della prevenzione del pauperismo, attraverso
la difesa dell’economia agricola, integrata
da una diffusione della proprietà della
terra (e da qui le sue polemiche contro la
difesa della grande proprietà da parte di Senior).
Tuttavia egli considerava necessarie
anche politiche specifiche di sostegno ai
poveri, attraverso il collegamento tra i monti
di pietà e le casse di risparmio e, pur mantenendo
uno sguardo benevolo sulle associazioni
di carità, Tocqueville rifiutava nettamente
ogni tipo di sistema statale di assistenza
dietro prestazione di lavoro e sulla
base della residenza coatta, del tipo ipotizzato
dalla riforma delle Poor Laws, del
1834".
Ancora oggi immense sacche di depauperamento sussistono in Asia, in Africa e nell'America Latina.

## Messaggio spirituale
Esiste anche un'accezione positiva del termine, che indica l'inadeguatezza dell'arricchimento: essa è presente in diverse filosofie e in ambienti portatori di un messaggio di spiritualità, di recente se ne colgono alcuni temi anche nelle teorie della decrescita felice.